# Cantone di Escurolles
Il Cantone di Escurolles era una divisione amministrativa dell'arrondissement di Vichy.
A seguito della riforma approvata con decreto del 27 febbraio 2014, che ha avuto attuazione dopo le elezioni dipartimentali del 2015, è stato soppresso.

## Composizione
Comprendeva 13 comuni:
- Bellerive-sur-Allier
- Broût-Vernet
- Brugheas
- Charmeil
- Cognat-Lyonne
- Escurolles
- Espinasse-Vozelle
- Hauterive
- Saint-Didier-la-Forêt
- Saint-Pont
- Saint-Rémy-en-Rollat
- Serbannes
- Vendat